# Melvin Seeman
Melvin Seeman (* 5. Februar 1918 in Baltimore; † 31. Januar 2020 in Malibu, Kalifornien) war ein US-amerikanischer Sozialpsychologe und Hochschullehrer.

## Leben und Wirken
Melvin Seeman studierte Psychologie und Soziologie an der Johns Hopkins University und erwarb dort 1937 den Bachelorgrad. Von 1937 bis 1944 war er zunächst in Baltimore als Lehrer im Schuldienst tätig. Von 1945 bis 1959 arbeitete er als Lehrbeauftragter an der Ohio State University und promovierte dort 1947 zum Ph.D. 1946 war er außerdem Mitarbeiter von Kurt Lewin am Massachusetts Institute of Technology. Von 1959 bis 1961 war er wissenschaftlicher Assistent an der University of California, Los Angeles tätig, seit 1961 als Professor für Sozialpsychologie. Seine Professur hatte er bis 1988 inne.
Seeman wurde vor allem durch seine Arbeiten über Entfremdung weithin bekannt.

## Veröffentlichungen (Auswahl)
- Social status and leadership. The case of the school executive. Bureau of Educational Research and Service, Ohio State Univ., Columbus, Ohio 1960.
- (mit John W. Evans): Stratification and hospital care. In: American sociological review, Bd. 26 (1961), S. 67–80 u. S. 193–204.
- Alienation and social learning in a reformatory. In: The American journal of sociology, Bd. 69 (1963), S. 270–284.
- (mit Arthur G. Neal): Organizations and powerlessness. A test of the mediation hypothesis. In: American sociological review, Bd. 29 (1964), S. 216–226.
- Alienation, membership and political knowledge. A comparative study. In: Public opinion quarterly, Bd. 30 (1966), S. 353–367.
- The intellectual and the language of minorities. In: Bernard Rosenberg (Hrsg.): Mass society in crisis. Social problems and social pathology. 2. Aufl. Macmillan, New York 1971, S. 428–441.
- Alienation and engagement. In: Angus Campbell u. Philip E. Converse (Hrsg.): The human meaning of social change. Russell Sage Foundation, New York 1972, S. 467–527, ISBN 0-87154-193-9.
- The signals of '68. Alienation in pre-crisis France. In: American sociological review, Bd. 37 (1972), S. 385–402.
- Über die Bedeutung der Entfremdung. In: Heinz-Horst Schrey (Hrsg.): Entfremdung (= Wege der Forschung, Bd. 437). Wissenschaftliche Buchgesellschaft, Darmstadt 1975, S. 360–381, ISBN 3-534-06671-5.
- Some real and imaginary consequences of social mobility. A French-American comparision. In: The American journal of sociology, Bd. 82 (1977), S. 757–782.
- Alienation and anomie. In: John P. Robinson u. a. (Hrsg.): Measures of pesonality and social psychological attitudes. Academic Press, San Diego 1991, S. 291ff., ISBN 978-0-12-590241-0.
- Alienation studies. Collected papers of Melvin Seeman. Hrsg. von Paul Seeman u. Teresa Seeman. Springer, Cham 2024, ISBN 978-3-031-07217-8.